# Municipio de Franklin (condado de O'Brien)
El municipio de Franklin (en inglés: Franklin Township) es un municipio ubicado en el condado de O'Brien en el estado estadounidense de Iowa. En el año 2010 tenía una población de 1605 habitantes y una densidad poblacional de 17,24 personas por km².

## Geografía
El municipio de Franklin se encuentra ubicado en las coordenadas 43°12′54″N 95°41′1″O / 43.21500, -95.68361. Según la Oficina del Censo de los Estados Unidos, el municipio tiene una superficie total de 93.12 km², de la cual 93,11 km² corresponden a tierra firme y (0 %) 0 km² es agua.

## Demografía
Según el censo de 2010, había 1605 personas residiendo en el municipio de Franklin. La densidad de población era de 17,24 hab./km². De los 1605 habitantes, el municipio de Franklin estaba compuesto por el 97,82 % blancos, el 0,44 % eran afroamericanos, el 0,12 % eran amerindios, el 0,12 % eran asiáticos, el 1,31 % eran de otras razas y el 0,19 % eran de una mezcla de razas. Del total de la población el 1,99 % eran hispanos o latinos de cualquier raza.